# Sokol Kushta
Sokol Kushta   (Vlorë, 17 d'agost de 1964) és un exfutbolista albanès de la dècada de 1980.
Fou 31 cops internacional amb la selecció albanesa.
Pel que fa a clubs, defensà els colors de Flamurtari, Partizani Tirana, Iraklis Saloniki, Apollon Kalamarias, Ethnikos Achnas i Olympiakos Nicosia.